# Malcolmia littorea
Malcolmia littorea  es una especie  de planta  perteneciente a la familia de las brasicáceas.

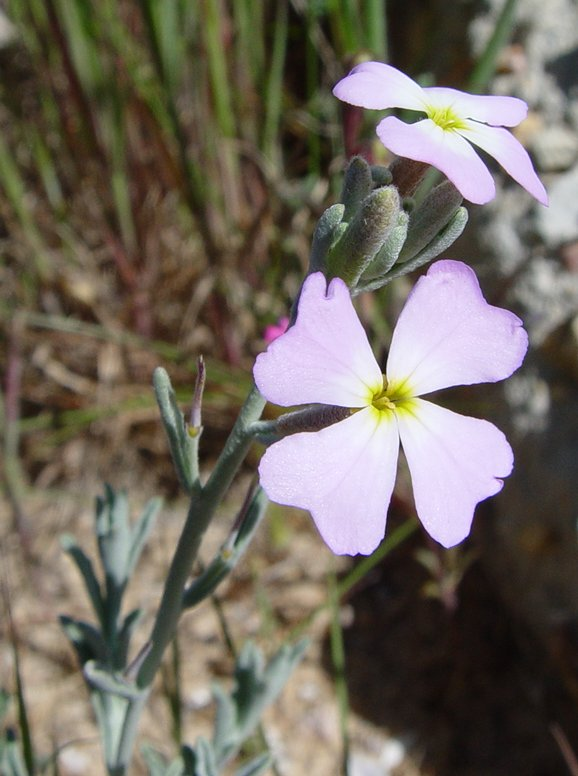
Detalle de la flor

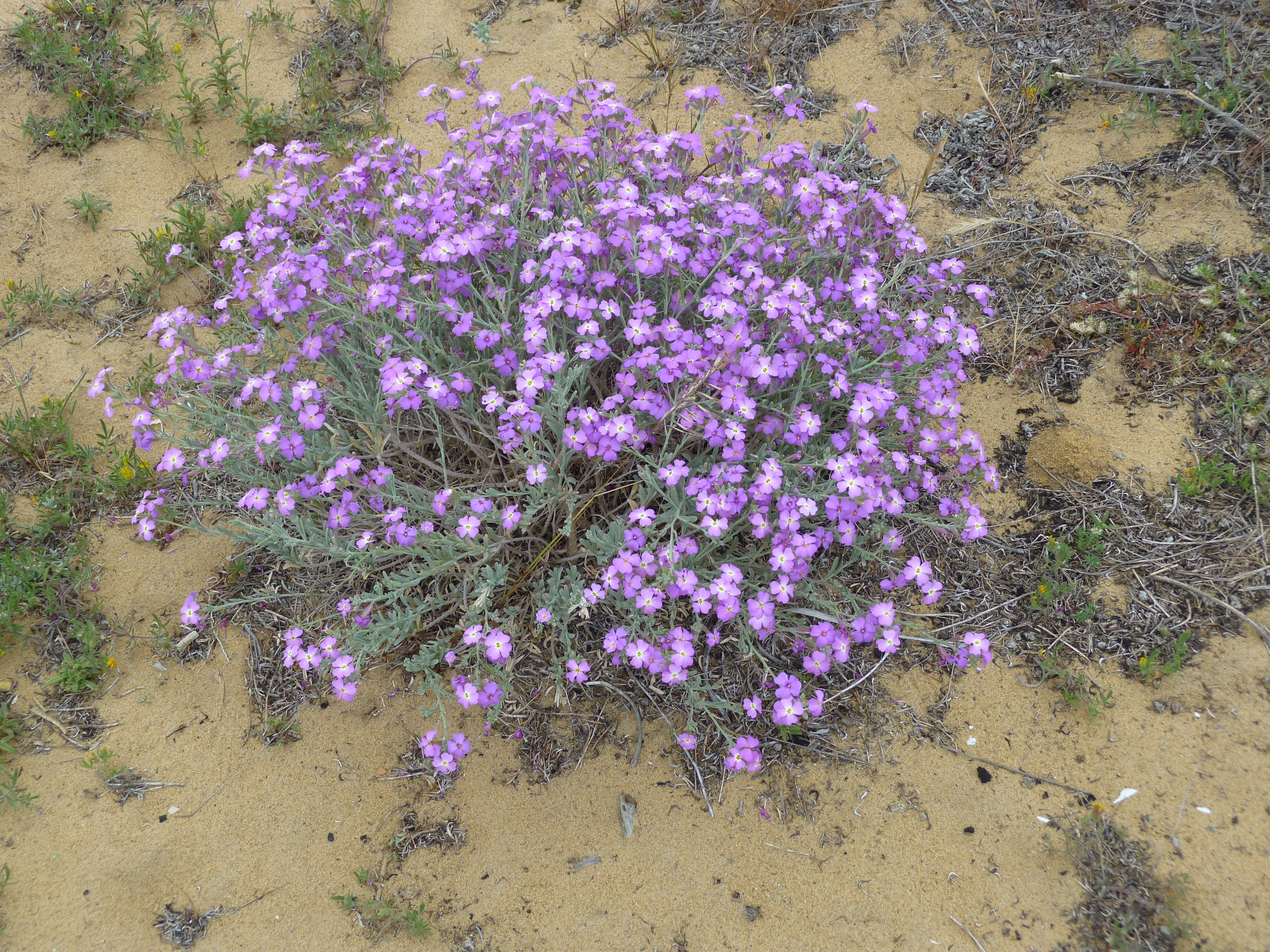
En el Coto de Doñana

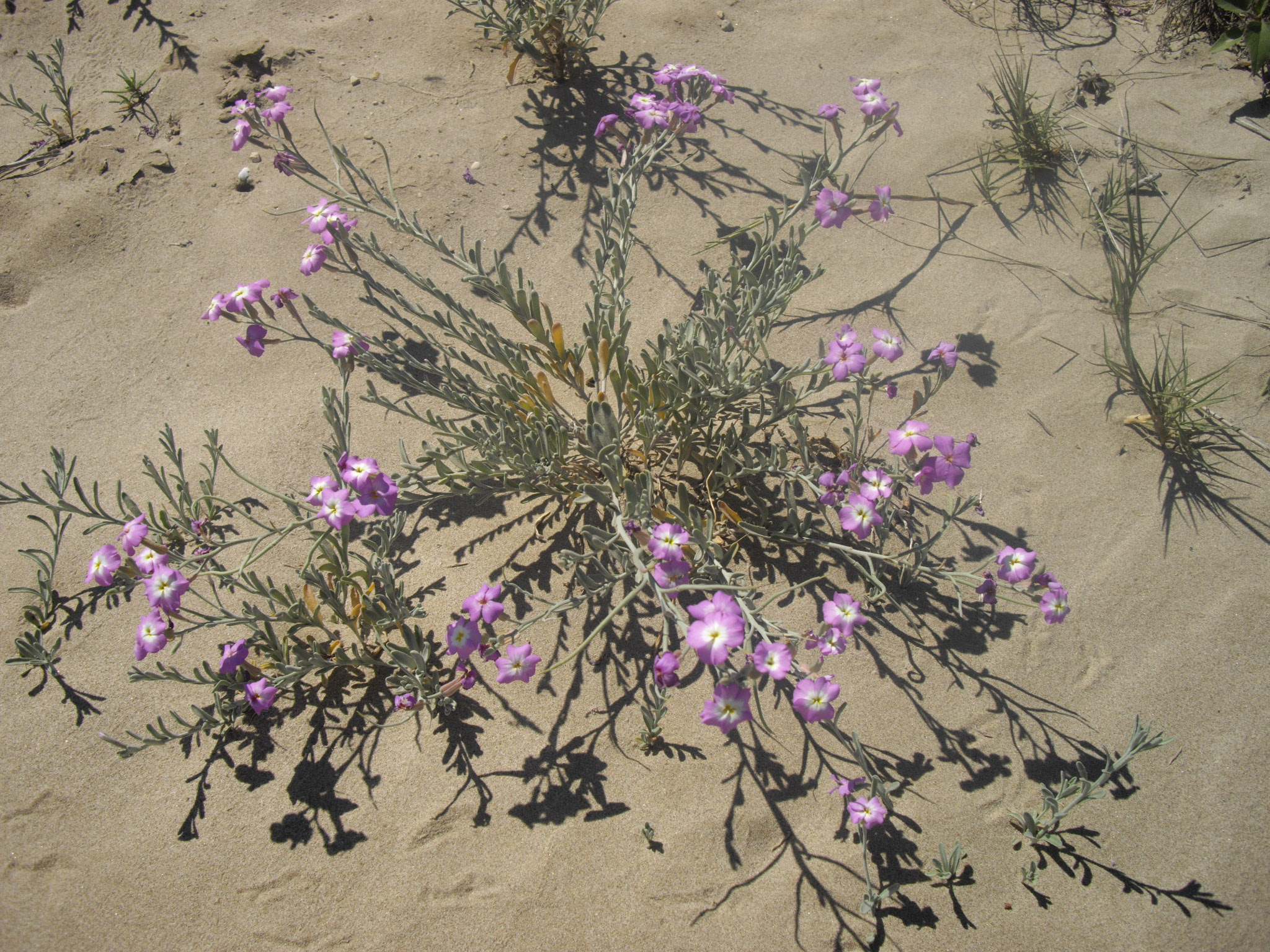
En su hábitat

## Descripción
Planta perenne de baja a mediana, leñosa en la base, con muchos tallos no florecientes, cubiertos de pelusa blanca. Hojas elípticas profundamente dentadas o no dentadas, la mayorá no pedunculadas. Flores púrpuras de 15-20 mm. Silicua de 30-65 mm de largo, no constreñida a intervalos.

## Distribución y hábitat
Oeste del Mediterráneo, por el este hasta Italia peninsular, incluido el noroeste de África. Lugares rocosos o arenosos de la costa. Florece en primavera.

## Taxonomía
Malcolmia littorea fue descrita por (L.) W.T.Aiton y publicado en Hortus Kewensis; or, a Catalogue of the Plants Cultivated in the Royal Botanic Garden at Kew. London (2nd ed.) 4: 121. 1812.
Citología
Número de cromosomas de Malcolmia maritima (Fam. Cruciferae) y táxones infraespecíficos: n=8; 2n=16
Etimología
Ver: Malcolmia
litttorea: epíteto latino que significa "en el litoral, cercana al mar".
Sinonimia
- Cheiranthus littoreus L.	basónimo
- Cheiranthus nodosus Lam.
- Cheiranthus trilobus L.
- Hesperis alyssoides Pers.
- Hesperis broussonetii Kuntze
- Hesperis littorea Lam.
- Hesperis triloba Lam.
- Malcolmia alyssoides DC.
- Malcolmia multicaulis Pomel
- Maresia littorea (L.) F. Dvořák
- Matthiola littorea (Buch) A.Chev.
- Wilckia littorea (L.) Druce[5]

## Nombres comunes
- Castellano: alelí de Mahón, alelí mahón, alhelí de Mahón, alhelí del Papa, mahonesa.[6]